# وفاداری (بیعت)
وفاداری (انگلیسی: Allegiance)، تعهد و وظیفه‌ای است که گفته می‌شود مردم، رعایا یا شهروندان در برابر دولت یا حاکم یا حاکمیت برعهده دارد یا آزادانه به آن مقید هستند. وفاداری وظیفه‌ای است که به‌طور گسترده انتظار می‌رود یک تبعه یا شهروند نسبت به دولتی که به آن تعلق دارد، داشته باشد.

## واژه‌شناسی وفاداری به انگلیسی
کلمات انگلیسی شامل بر وفاداری در زبان انگلیسی:
- 'Fidelity وفاداری به اصل: پیروی از وعده‌ها، اصول و غیره.
- Loyalty'' وفاداری: ارادتی که از قلب و احساسات یک فرد ناشی می‌شود.
- Allegiance'' وفاداری (بیعت): وفاداری اجباری به یک کشور یا سازمان

دو نوع Allegiance «وفاداری (بیعت)» وجود دارد. یکی وفاداری به کشور یا پادشاهی است که در آن متولد شده‌اید (وفاداری طبیعی)، و دیگری وفاداری به یک کشور که تابع آن شدید (وفاداری محلی)

## در کنفوسیوس‌گرایی
وفاداری، نگرشی مبتنی بر احترام، فداکاری و اطاعت از ملت، سازمان، مرجع یا ایدئولوژی است که فرد به آن تعلق دارد.
از زمان‌های قدیم، وفاداری عنصری مهم در شکل‌دهی به ساختار اجتماعی در نظر گرفته شده است و «وفاداری» یکی از فضایل مهم در کنفوسیوس‌گرایی است. این واژه دو معنی دارد: یکی حالت ذهنی است که با کلمه «وفاداری و صداقت» نشان داده می‌شود و دیگری کاربرد خاص‌تری دارد و به چیزی گفته می‌شود که بر رابطه بین حاکم و رعیت حاکم است. در ژاپن، وفاداری مهم‌تر از تقوای فرزندی در نظر گرفته شد، یکی دیگر از فضایل مهم کنفوسیوسی که نشان دهنده توجه به نزدیکان است، اما در چین، جایی که این واژه از آنجا سرچشمه گرفته است، معمولاً «تقوای فرزندی» اولویت دارد.